# 民主学生联合会
民主学生联合会（英語：Democratic Students Federation，缩写为DSF）是巴基斯坦的一个独立的共产主义学生组织。该组织成立于1970年代初，产生于巴基斯坦共产党的青年翼全国学生联合会的一次分裂，当时全国学生联合会中的亲华派不满于执行亲苏政策的巴基斯坦共产党领导层。1981年，它开始与巴基斯坦共产党合作，着手进行重建。1982年，该组织进一步改组。此后不久，该组织的活动范围遍及巴基斯坦全国各地。该组织曾在西北边境省获得相当大的影响力。1990年代初苏联解体后，该组织的影响力下降。该组织是世界民主青年联盟的成员。